# Lungbenda
Lungbenda is een bestuurslaag in het regentschap Cirebon van de provincie West-Java, Indonesië. Lungbenda telt 3224 inwoners (volkstelling 2010).